# Dichocrocis nigrofimbrialis
Dichocrocis nigrofimbrialis là một loài bướm đêm trong họ Crambidae.